# Kwon O-kyu
Kwon O-kyu (kor. 권오규, ur. 27 czerwca 1952) – południowokoreański polityk i ekonomista, minister finansów, p.o. premiera Korei Południowej od 7 marca do 9 marca 2007.

## Życiorys
O-kyu ukończył studia ekonomiczne w 1975 w Seulskim Uniwersytecie Narodowym. W latach 90. XX wieku podjął studia w University of Minnesota w Stanach Zjednoczonych oraz w koreańskim Chung-Ang University.
W 1974 rozpoczął pracę w Ministerstwie Finansów. W latach 1997–1999 pracował w Międzynarodowym Funduszu Walutowym. W kwietniu 2001 objął po raz pierwszy stanowisko wicepremiera oraz ministra finansów i gospodarki. Urząd ten zajmował do lipca 2002. W lipcu 2004 został mianowany stałym przedstawicielem Korei Południowej przy OECD. Po dwóch latach powrócił do Seulu i w kwietniu 2006 został szefem prezydenckich doradców ekonomicznych. W czerwcu 2006 stanął na czele prezydenckiego Sekretariatu ds. Polityki Narodowej.
W lipcu 2006 po raz drugi objął funkcję wicepremiera oraz ministra finansów i gospodarki w gabinecie Han Myung-sook. Kwon ma opinię liberała. 7 marca 2007 po złożeniu dymisji przez premier Han Myung-sook przejął na dwa dni obowiązki szefa rządu.